# Jan Niklaas Veldman

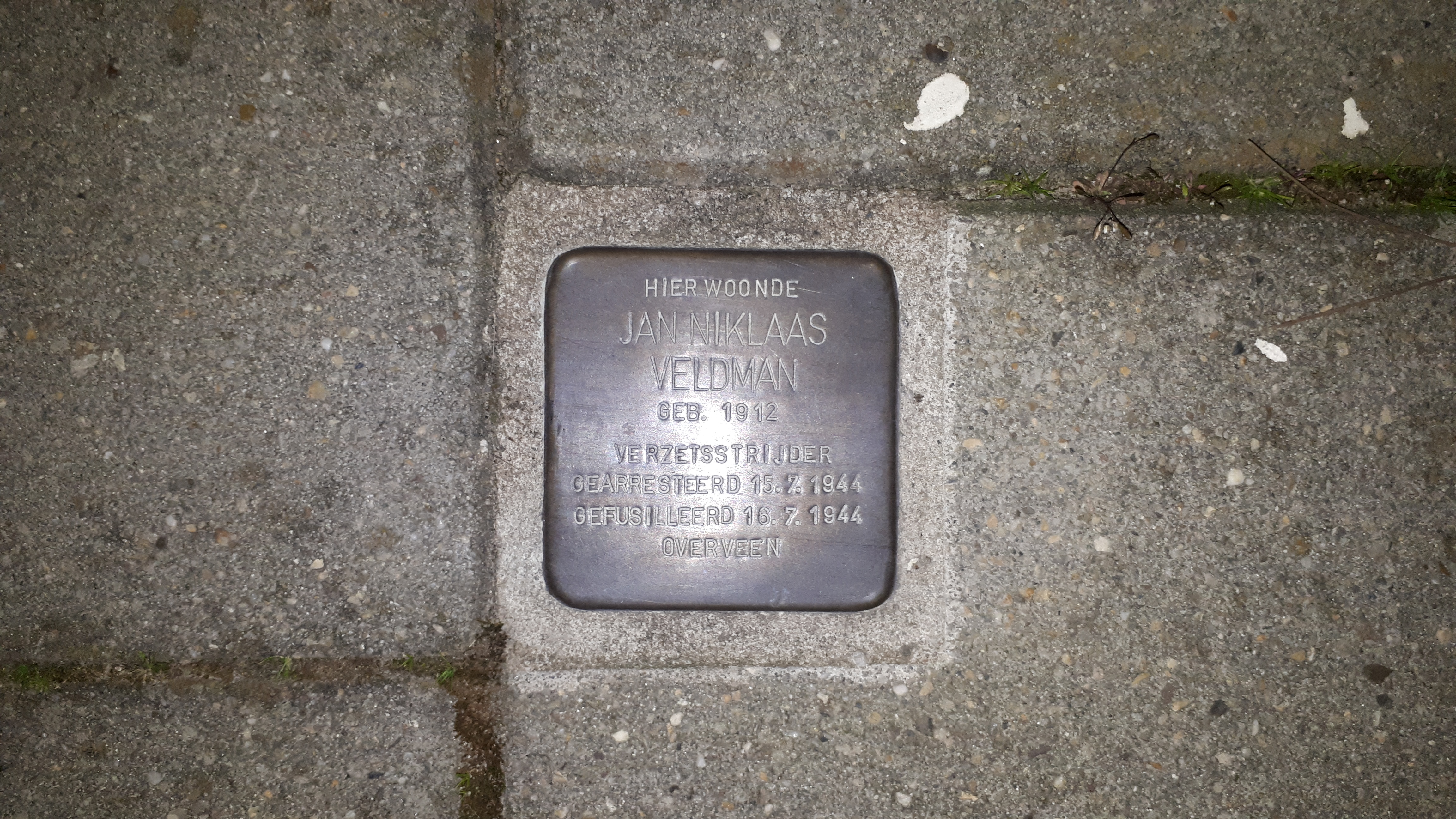
Struikelsteen in gemeente Assen ter nagedachtenis aan Jan Niklaas Veldman

Jan Niklaas Veldman (Veenoord (gemeente Sleen), 25 december 1912  -  Overveen, 16 juli 1944) was een Nederlandse verzetsstrijder tijdens de Tweede Wereldoorlog.
Jan Niklaas Veldman was een van de deelnemers aan de overval op het Huis van Bewaring I te Amsterdam (14-15 juli 1944). Hij werd op 16 juli 1944 in de duinen bij Overveen gefusilleerd. Onder de groep van veertien mannen die op die dag werd geëxecuteerd was onder meer de bekende verzetsstrijder Johannes Post. Bijna alle slachtoffers werden in een massagraf in de duinen begraven. Veldman is herbegraven op de Eerebegraafplaats Bloemendaal.